# Kirche am Steinhof
Kostel svatého Leopolda na Steinhofu (německy Kirche am Steinhof) je secesní modlitebna z roku 1907. Nachází se v areálu vídeňské psychiatrické kliniky Steinhof ve čtvrti Penzing.
Běžné označení jako kostel není přísně vzato správné, neboť objekt nespadá pod jurisdikci vídeňské arcidiecéze. Modlitebna je zasvěcená svatému Leopoldovi, patronu Rakouska a zemskému markraběti.

## Historie
Steinhofská modlitebna patří k významným secesním stavbám ve Vídni. Byla dokončena roku 1907 dle návrhu architekta Otto Wagnera, člena uměleckého hnutí Vídeňská secese.
Kvůli nedostatku finančních prostředků však nebyl nikdy realizován původní návrh Otto Wagnera, počítající s protestantskou kaplí a židovskou synagogou v podzemí. Stavbu roku 1907 otevíral arcivévoda František Ferdinand d'Este, nicméně natolik se mu nelíbila, že odmítl jakkoli zmínit či uctít jméno jejího architekta. V roce 2000 začala rozsáhlá rekonstrukce, modlitebna byla znovu otevřena v roce 2006.

## Popis

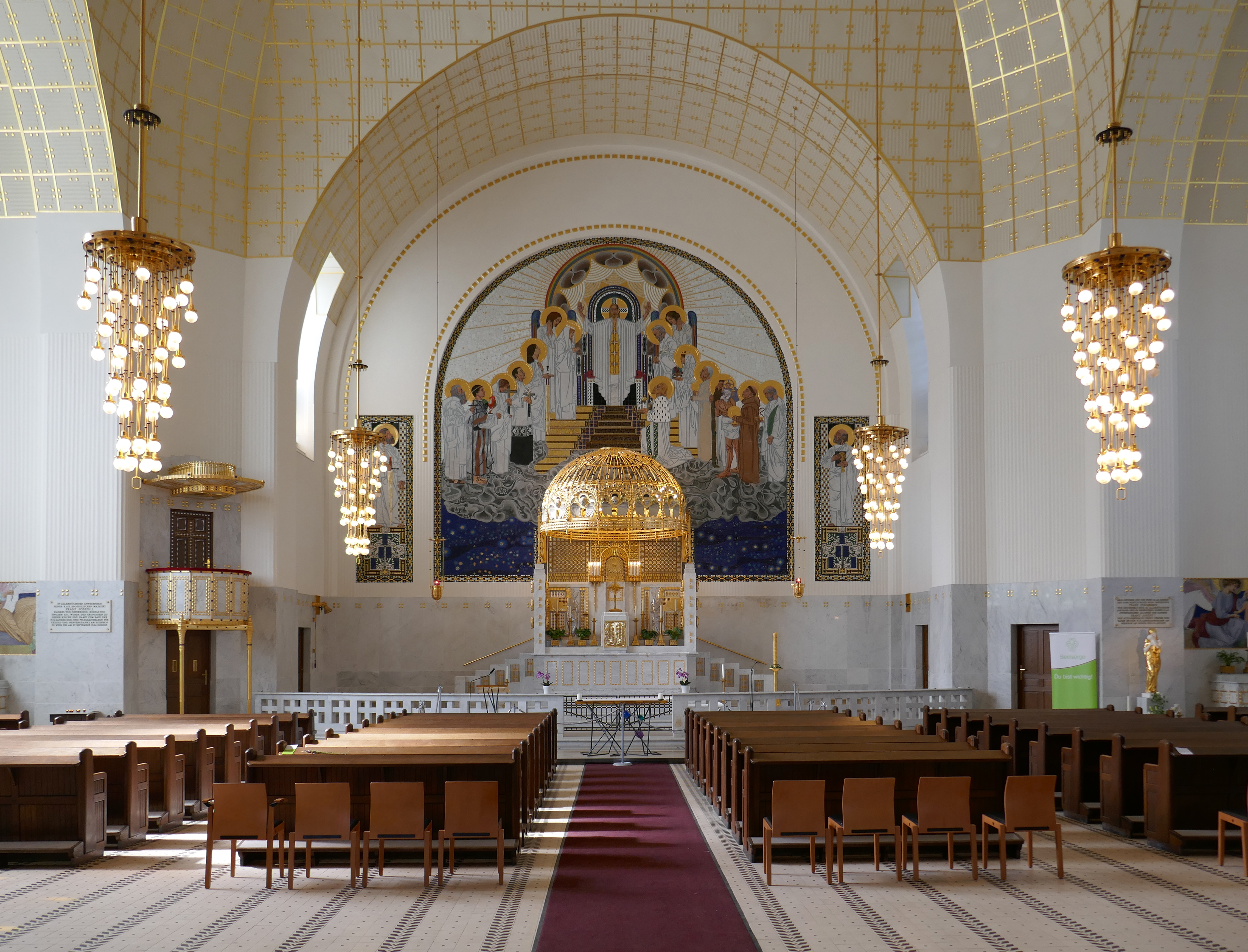
Interiér modlitebny

Mozaiky a vitráže modlitebny vytvořil jiný významný představitel Vídeňské secese, Koloman Moser. Sochy andělů Othmar Schimkowitz. Typickou je do daleka zářící měděná kopule. Stavba má v interiéru málo ostrých hran, většina rohů je zaoblena. Protože byla určena pro pacienty kliniky, je kněžiště kvůli bezpečnosti kněze zcela odděleno od prostoru věřících. Byly vytvořeny i boční vchody, jimiž může být pacient v případě záchvatu rychle z kostela vyveden. Stejně tak jsou dodnes patrné i oddělené vchody pro mužské a ženské pacienty, protože v době stavby byla v rakouských psychiatrických zařízeních povinná segregace pohlaví. Kostel pojal až 800 osob.